# فيليم أبراهام فيتهوف
فيليم أبراهام فَيْتهوف (يُنطق بالهولندية: [ˈʋɪləm ˈaːbraːɦɑɱ ˈʋɛithɔf]؛ الهولندية: Willem Abraham Wijthoff، الإنجليزية: Wythoff) (6 أكتوبر 1865 - 21 مايو 1939) هو عالم رياضيات هولندي.

## سيرة
وُلِد فيتهوف في أمستردام لأبوين هما آنا سي إف كيركهوفن وأبراهام فيليم فيتهوف، اللذين عملا في مصفاة سكر. درس في جامعة أمستردام، وحصل على درجة الدكتوراه في عام 1898 تحت إشراف ديديريك كورتفيخ.